# 神奇四侠 (1997年游戏)
《神奇四侠》是由Probe Entertainment开发，Acclaim Entertainment发行的PlayStation游戏。该游戏于1997年发布，内容基于同名漫威漫畫。这是一款在该类型受欢迎接近尾声时推出的清版动作游戏，游戏质量的评价多半为负面，并被描述为重复且无聊。

## 故事情节
末日博士开发了一种装置，可以将神奇四侠运送到不同的地点，与各种怪物和超级恶棍作战。神奇先生组装了一台时间机器，使他能够将团队运送到毁灭博士的小王国进行最后的战斗。
虽然行星吞噬者没有直接出现在游戏中，但很明显他是毁灭史克魯爾人家园的幕后黑手。

## 玩法
游戏的格式类似于街机游戏，例如《街頭快打》和Acclaim自己的《永远的蝙蝠侠：街机游戏》。最多四名玩家（使用PlayStation Multitap）可以通过各种横向卷轴方式来控制神奇先生、隱形女俠、石头人、霹靂火或女浩克。
成群的暴徒、机器人和变种人会作为敌人出现在屏幕上，玩家需要在前进之前将其消灭。每个角色都有各种近距离格斗动作：拳击、踢腿、跳跃、投掷敌人或物体。此外，每个角色至少有四个独特的特殊动作。使用方块或某些特殊动作会小号角色的“能力值”。
有些敌人会留下图标，为玩家提供额外的生命，或恢复他们的生命值或能力值。在每个关卡的最后，都有一个超级恶棍需要击败：鼴鼠人、超級史克魯爾人、阿圖瑪、納摩、心理人或末日博士。击败 Boss 后，如果没有损失任何生命，玩家可以进行一次奖励。分别是与龙人、无敌浩克或冰人进行战斗在每个关卡之间的加载时间内，玩家可以玩迷你赛车游戏。
玩家可以随时在尚未玩过的任何超级英雄之间切换。有些boss在战斗或被击败之前会对玩家简短交流；交流的内容受到玩家角色选择的影响。
如果玩家多次使用相同的动作，则会出现“俗气”图标，而使用多种动作会导致出现竖起大拇指的图标。这两个图标都不会影响玩家的得分。

## 开发
该游戏的世嘉土星版曾经宣布发售，但Acclaim于1997年初取消了该版本的发行。

## 评价
《神奇四侠》获得了压倒性的负面评价。IGN和《次世代》都批评了糟糕的控制和粗糙的精灵图，而GameSpot和《次世代》都认为游戏的音乐完全不适合游戏。《次世代》表示：“就像过去八年来Acclaim授权游戏中最糟糕的一款一样，这款游戏采用了一个受人尊敬的流行文化题材，即史丹·李的《神奇四侠》，并将其简化为令人沮丧的横向卷轴动作游戏——在最宽松的语义上使用“动作”的概念。
该游戏于1998年2月19日在日本由Acclaim Japan移植并发行，《Fami通》给它的评分为16分（满分为40分）。
GamePro批评说“角色动画僵硬，音效做作，随着敌人以可预测的模式攻击一波又一波，游戏内容和玩法很快变得重复。”IGN称它“很可能是有史以来最糟糕的游戏”。GameSpot的反应更为复杂，认为《神奇四侠》有一些有趣的功能，例如多人游戏功能，如果对核心游戏进行改进，使其不那么无聊和容易，它就会一个更好的游戏。
尽管《电子游戏月刊》从未评论过该游戏，但《电子游戏月刊》在其1998年电子游戏购买者指南中将《神奇四侠》评为使用良好许可证最差的游戏，并评论道：“除了还算不错的多边形图形之外，《神奇四侠》只不过是乏味、重复的《街頭快打》的复制品”